# 725 Amanda
A 725 Amanda (ideiglenes jelöléssel 1911 ND) a Naprendszer kisbolygóövében található aszteroida. Johann Palisa fedezte fel 1911. október 21-én.